# Malgassophlebia mayanga
Malgassophlebia mayanga – gatunek ważki z rodziny ważkowatych (Libellulidae).